# フルシュクィー (キーウ州)
フルシュクィー（ウクライナ語：Глушки́；意訳：「フルシュコーの村」）は、ウクライナのキーウ州ビーラ・ツェールクヴァ地区にある村。村名はフルシュコーというウクライナ人の名字に由来する。17世紀に創建された。面積は約1.3km²（2005年）。人口は502人（2005年）。